# Seleção Fijiana de Futebol
A Seleção Fijiana de Futebol representa Fiji nas competições de futebol da FIFA. 
O arquipélago obtém uma significativa evolução no futebol da Oceania, tendo constantemente participado da Copa das Nações da OFC, além de ter sido um dos membros fundadores da mesma.
Suas partidas como mandante acontecem no Post Fiji Stadium, em Suva, a capital do país, com capacidade para abrigar 10 mil torcedores.

## Desempenho em competições oficiais
Copa das Nações da OFC
| Copa das Nações da OFC | Copa das Nações da OFC | Copa das Nações da OFC | Copa das Nações da OFC | Copa das Nações da OFC | Copa das Nações da OFC | Copa das Nações da OFC | Copa das Nações da OFC | Copa das Nações da OFC |
| Ano                    | Fase                   | Posição                | J                      | V                      | E                      | D                      | GP                     | GC                     |
| ---------------------- | ---------------------- | ---------------------- | ---------------------- | ---------------------- | ---------------------- | ---------------------- | ---------------------- | ---------------------- |
| 1973                   | Fase de grupos         | 5º                     | 4                      | 0                      | 0                      | 4                      | 2                      | 13                     |
| 1980                   | Quarto lugar           | 4º                     | 4                      | 2                      | 0                      | 2                      | 11                     | 9                      |
| 1996                   | Não se classificou     | Não se classificou     | Não se classificou     | Não se classificou     | Não se classificou     | Não se classificou     | Não se classificou     | Não se classificou     |
| 1998                   | Terceiro lugar         | 3º                     | 4                      | 2                      | 0                      | 2                      | 8                      | 6                      |
| 2000                   | Desistiu da disputa[*] | Desistiu da disputa[*] | Desistiu da disputa[*] | Desistiu da disputa[*] | Desistiu da disputa[*] | Desistiu da disputa[*] | Desistiu da disputa[*] | Desistiu da disputa[*] |
| 2002                   | Fase de grupos         | 5º                     | 3                      | 1                      | 0                      | 2                      | 2                      | 10                     |
| 2004                   | Quarto lugar           | 4º                     | 5                      | 1                      | 1                      | 3                      | 3                      | 10                     |
| 2008                   | Terceiro lugar         | 3º                     | 6                      | 2                      | 1                      | 3                      | 8                      | 11                     |
| 2012                   | Fase de grupos         | 6º                     | 3                      | 0                      | 2                      | 1                      | 1                      | 2                      |
| 2016                   | Fase de grupos         | 6º                     | 3                      | 1                      | 0                      | 2                      | 4                      | 6                      |
| Total                  | 8/10                   | 0 títulos              | 32                     | 9                      | 4                      | 19                     | 39                     | 67                     |

^  * A Seleção Fijiana se classificou para a disputa através da fase preliminar (Copa da Melanésia), mas abandonou a competição devido a revoltas civis que assolavam o país.

## Ranking da FIFA
A vitória obtida sobre a Nova Zelândia fez com que Fiji fosse a seleção da Oceania que mais subiu em dois anos: passou para o 102º lugar (inferior apenas que o 94º conquistado pelos Bula Boys em 1994).